# Euceriodes wernickei
Euceriodes wernickei là một loài bướm đêm thuộc phân họ Arctiinae, họ Erebidae.